# Lake Belwood
Lake Belwood är en sjö i Kanada.   Den ligger i countyt Wellington County och provinsen Ontario, i den sydöstra delen av landet, 400 km sydväst om huvudstaden Ottawa. Lake Belwood ligger 416 meter över havet. Arean är 3,8 kvadratkilometer. Den sträcker sig 6,4 kilometer i nord-sydlig riktning, och 3,7 kilometer i öst-västlig riktning.
Omgivningarna runt Lake Belwood är en mosaik av jordbruksmark och naturlig växtlighet. Runt Lake Belwood är det ganska glesbefolkat, med 36 invånare per kvadratkilometer.